# Andrzej Borodo
Andrzej Borodo (ur. 15 listopada 1949 w Olsztynie, zm. 30 grudnia 2020) – polski specjalista w zakresie prawa budżetowego i finansów samorządu terytorialnego, prof. dr hab.

## Życiorys
Był absolwentem Uniwersytetu Mikołaja Kopernika w Toruniu, w 1976 r. obronił pracę doktorską, w 1983 r. habilitował się. W 1994 r. uzyskał tytuł profesora nauk prawnych. Pracował w Kujawsko-Pomorskiej Szkole Wyższej w Bydgoszczy, na Uniwersytecie Mikołaja Kopernika w Toruniu i w Kujawskiej Szkole Wyższej we Włocławku.

## Odznaczenia i wyróżnienia
- Medal Komisji Edukacji Narodowej[2]
- Złoty Medal za Długoletnią Służbę[2]